# Killers (album)
Pour les articles homonymes, voir Killers.
Albums de Iron Maiden
Live!! +one
(1980) Maiden Japan
(1981)
Singles
1. Twilight Zone / Wrathchild
Sortie : 2 mars 1981
2. Purgatory / Genghis Khan
Sortie : 15 juin 1981

Killers est le deuxième album studio du groupe de heavy metal britannique Iron Maiden, sorti le 2 février 1981 sous le label EMI et produit par Martin Birch.

## Historique
Le second album de la formation est marqué par l'arrivée d'Adrian Smith à la guitare, pour remplacer Dennis Stratton.
Enregistré entre le mois de novembre 1980 et janvier 1981 aux studios Battery de Londres, il marque le début d'une longue collaboration avec le producteur, ingénieur et mixeur Martin Birch (producteur notamment de Deep Purple), collaboration qui durera le temps de dix albums.
C'est également le dernier album où figure Paul Di'Anno puisque celui-ci est remercié quelque temps plus tard à cause de sa consommation excessive d'alcool et de drogues.
L'album se hisse à la 12e place des charts britanniques dès sa première semaine de commercialisation et fera son entrée dans les charts américain du Billboard 200 où il atteindra la 78e place en août 1981.
L'un des morceaux les plus connus est sans nul doute Wrathchild, joué à de nombreux concerts du groupe.
Le morceau Murders in the Rue Morgue est inspiré de la nouvelle d'Edgar Allan Poe Double assassinat dans la rue Morgue.
Fin 2010, on estime qu'il s'est vendu à plus de 4 millions d'exemplaires à travers le monde.

## Pochette
La pochette de Derek Riggs représente avec de multiples détails Eddie dans les rues sombres de Londres, armé d’une hachette d’où s’écoule un filet de sang, le bras d'une victime agrippé à lui, évoquant les paroles de la chanson-titre de l'album.

## Liste des morceaux
- Tous les titres sont signés par Steve Harris sauf indications.

### Version originale
Face 1
| No | Titre                            | Durée |
| -- | -------------------------------- | ----- |
| 1. | The Ides of March (Instrumental) | 1:46  |
| 2. | Wrathchild                       | 2:54  |
| 3. | Murders in the Rue Morgue        | 4:18  |
| 4. | Another Life                     | 3:23  |
| 5. | Genghis Khan (Instrumental)      | 3:06  |
| 6. | Innocent Exile                   | 3:52  |

Face 2
| No  | Titre        | Auteur               | Durée |
| --- | ------------ | -------------------- | ----- |
| 7.  | Killers      | Paul Di'Anno, Harris | 5:01  |
| 8.  | Prodigal Son |                      | 6:12  |
| 9.  | Purgatory    |                      | 3:20  |
| 10. | Drifter      |                      | 4:49  |

- La version américaine de l'album comprend la chanson Twilight Zone située entre Killers et Prodigal Son sur la deuxième face du disque.

### Cd Bonus réédition 1995
| No | Titre                                                           | Auteur              | Durée |
| -- | --------------------------------------------------------------- | ------------------- | ----- |
| 1. | Twilight Zone                                                   | Dave Murray, Harris | 2:36  |
| 2. | Women in Uniform (reprise du groupe australien Skyhooks)        | Greg Macainsh (en)  | 3:10  |
| 3. | Invasion (face-B du single Women in Uniform)                    |                     | 2:39  |
| 4. | Phantom of the Opera (live) (face-B du single Women in Uniform) |                     | 7:12  |

### Version 1998
1. The Ides of March - 1:46
2. Wrathchild - 2:57
3. Murders in the Rue Morgue - 4:19
4. Another Life - 3:23
5. Genghis Khan - 3:10
6. Innocent Exile - 3:54
7. Killers - 5:02
8. Prodigal Son - 6:12
9. Purgatory - 3:22
10. Twilight Zone - 2:36
11. Drifter - 4:48

- Pistes multimedias (vidéo)

1. Wrathchild (Live at the Rainbow)
2. Killers (live at the Rainbow)

## Musiciens
- Paul Di'Anno : chant
- Dave Murray : guitare
- Adrian Smith :guitare
- Steve Harris : basse
- Clive Burr : batterie

## Équipe technique
- Martin Birch : production, Ingénieur du son
- Nigel Hewitt : second ingénieur
- Rod Smallwood : manager du groupe
- David Lights: conception de la pochette
- Robert Ellis: photographie
- Derek Riggs : illustrateur

## Charts & certifications

### Album
Charts
| Pays                                  | Durée du classement | Meilleur classement | Date              |
| ------------------------------------- | ------------------- | ------------------- | ----------------- |
| Allemagne (GfK Entertainment)         | 33 semaines         | 10e                 | 1er avril 1981    |
| Autriche (Ö3 Austria Top 40)          | 2 semaines          | 20e                 | 1er avril 1981    |
| États-Unis (Billboard 200)            | 23 semaines         | 78e                 | 15 août 1981      |
| France (SNEP)                         | 62 semaines         | 1er                 | 10 avril 1981     |
| Italie (FIMI)                         | 4 semaines          | 79e                 | 28 septembre 2006 |
| Norvège (VG-lista)                    | 10 semaines         | 19e                 | 5 avril 1981      |
| Nouvelle-Zélande (RMNZ Albums Top40)  | 1 semaine           | 41e                 | 24 mai 1981       |
| Portugal (AFP)                        | 1 semaine           | 40e                 | 4 octobre 2021    |
| Royaume-Uni (UK Albums Chart)         | 8 semaines          | 12e                 | 22 février 1981   |
| Royaume-Uni (UK Rock and Metal Chart) | 5 semaines          | 10e                 | 23 novembre 2008  |
| Suède (Sverigetopplistan)             | 5 semaines          | 11e                 | 13 mars 1981      |

Certifications
| Pays              | Certification | Ventes    | Date              |
| ----------------- | ------------- | --------- | ----------------- |
| Allemagne (BVMI)  | Or            | 250 000 + | 1987              |
| Canada (MC)       | Platine       | 100 000 + | 30 janvier 1991   |
| États-Unis (RIAA) | Or            | 500 000 + | 20 janvier 1987   |
| France (SNEP)     | 2 × Or        | 200 000 + | 1993              |
| Royaume-Uni (BPI) | Or            | 100 000 + | 1er novembre 1985 |
| Suède             | Or            | 40 000 +  | ?                 |

### Charts singles
| Single                     | Chart                    | durée du classement | Position | Date            |
| -------------------------- | ------------------------ | ------------------- | -------- | --------------- |
| Twilight Zone / Wrathchild | UK Singles Chart         | 5 semaines          | 31e      | 15 mars 1981    |
| Twilight Zone / Wrathchild | (Single Top 100)         | 1 semaine           | 27e      | 15 mai 1981     |
| Twilight Zone / Wrathchild | (Mainstream Rock Tracks) | 5 semaines          | 31e      | 25 juillet 1981 |
| Purgatory                  | UK Singles Chart         | 3 semaines          | 52e      | 28 juin 1981    |
| Purgatory                  | (Single Top 100)         | 1 semaine           | 155e     | 25 octobre 2014 |